# Lècana
Una lècana (del grec antic λεκάνη), lekáne o lekané anomenen un tipus de plat de l'antiga ceràmica grega, amb nanses amples, horitzontals i enfrontades, i proveït d'una tapadora rematada per un anell gruixut que serveix de subjecció. Guillermo Fatás Cabeza i Gonzalo Borras el defineixen com a «variant de la píxide grega», i morfològicament se la compara amb les «cubetes». El seu ús, indistintament en els manuals de lèxic i arqueologia, se situa a la cuina, com bol o plat per cuinar (Antonio Caro Bellido ho relaciona amb una sopera), o bé, igual que la píxide i la lecànide, com joier.

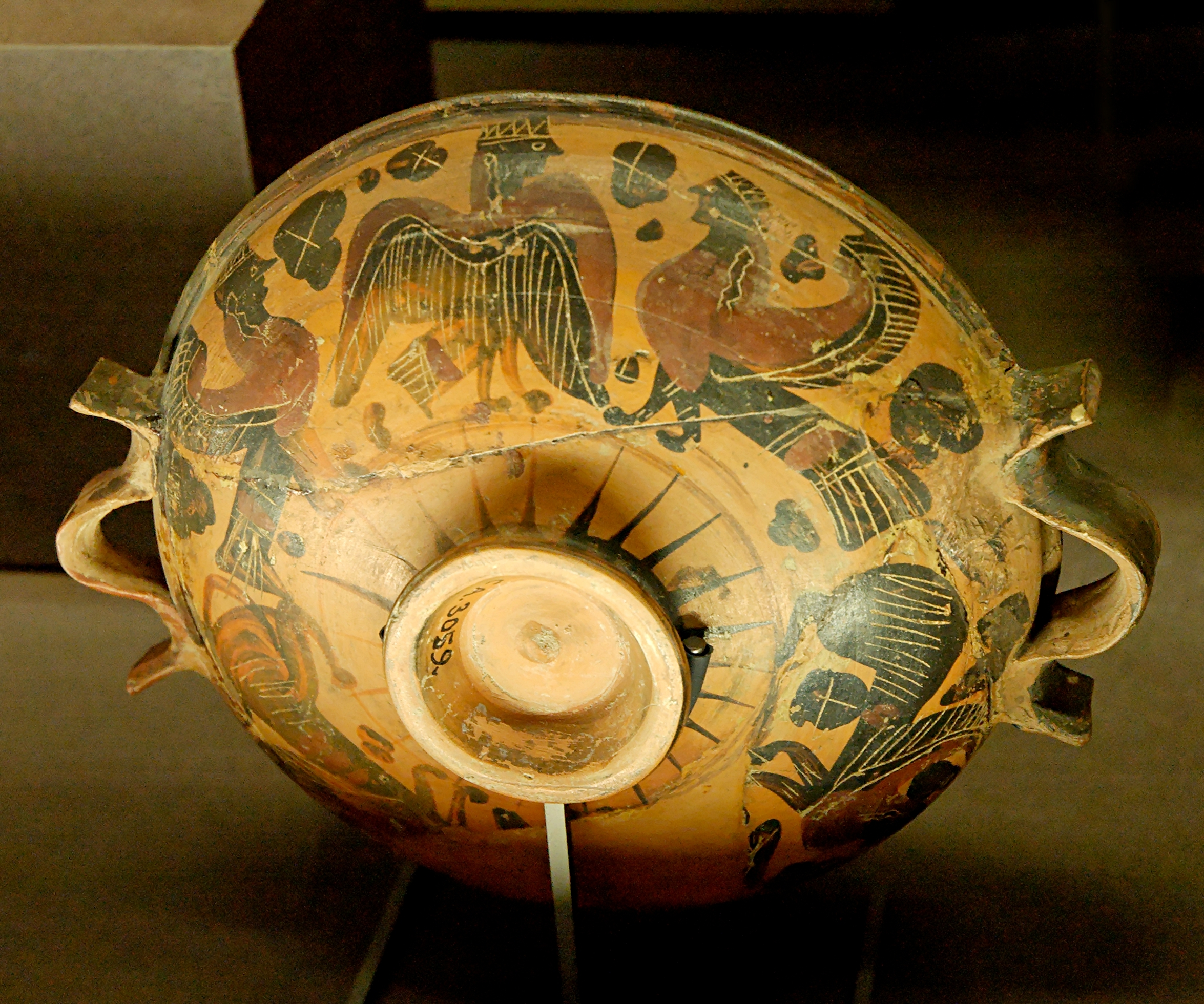
Lècana àtica decorada amb figures negres de sirenes i atribuït al pintor de Polos, c. 600/575 aC. Museu del Louvre
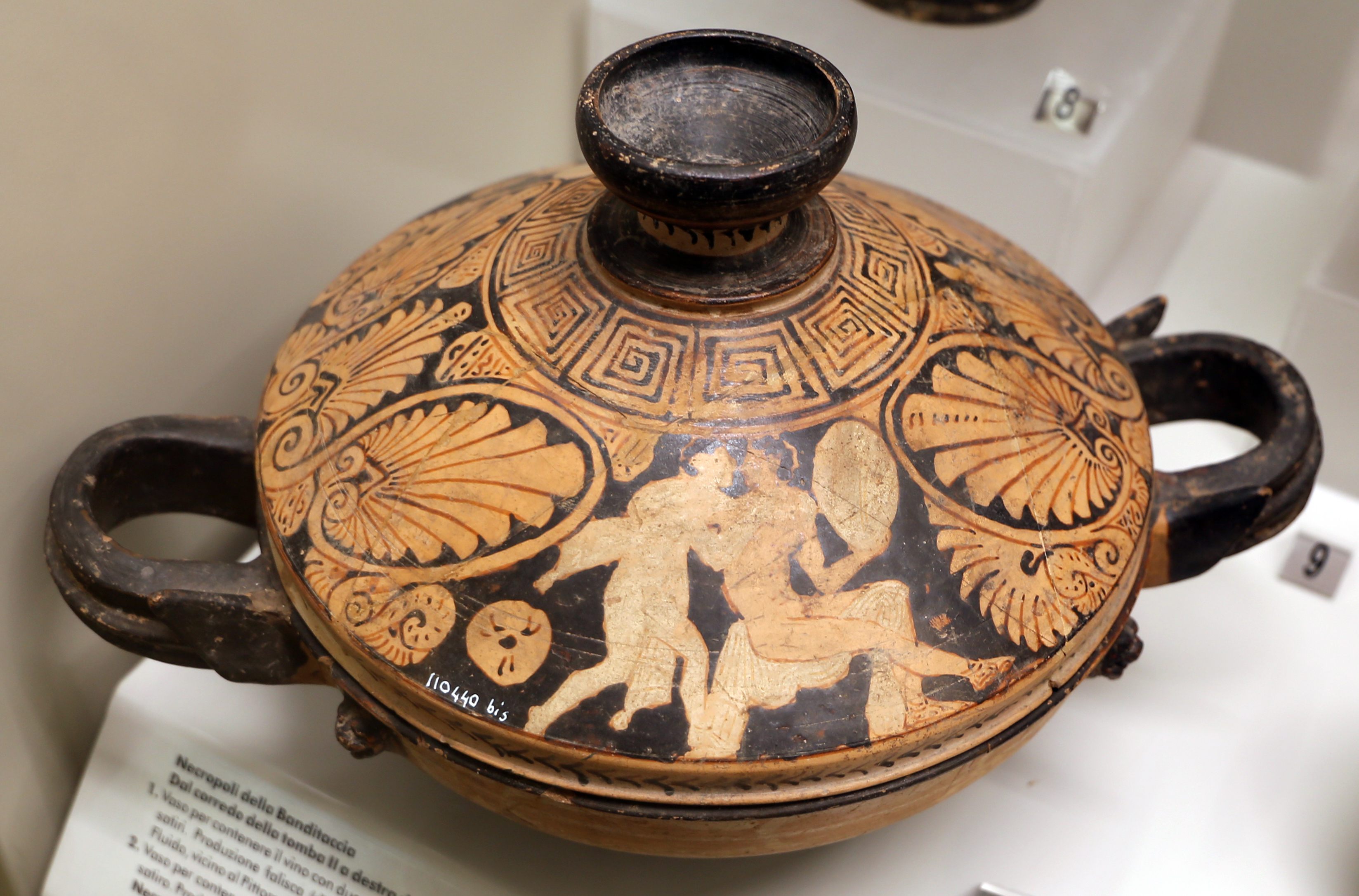
Lecàna etrusca, c. 330-320 aC

Sovint apareixen barrejats els termes grecs lekáne, lekanis, lekánide (i les seves formes variants) per descriure diversos tipus de recipients(plats o bols) emprats per a diferents propòsits pels grecs. Encara que alguns catàlegs museístics i repertoris lèxics presenten la lècana (lekanis) com a peça primerenca a la ceràmica de l'Àtica i el període geomètric, és més característica a partir de la segona meitat del segle vi aC entre els aixovars de la ceràmica de figures vermelles i la ceràmica de figures negres de finals del segle v aC. Sovint apareixien en gerros del període de figures vermelles «com a regals de casaments en escenes de festejos nupcials». Fotios Malleros anotava que «els antics anomenaven lekane a un podanipter (bany de peus), diferenciant-ho així dels lekanion i lekanis amb nanses, usats a la cuina o el tocador», i citava el costum que «l'endemà del casament, els pares enviessin regals a les núvies: joies en caixes i joguines de nenes en lekanides».